# Monatyk
Dmytro Serhijovyč Monatyk, noto semplicemente come Monatyk (in ucraino Дмитро Сергійович Монатик?; Luc'k, 1º aprile 1986), è un cantante e personaggio televisivo ucraino.

## Biografia
Originario di Luc'k, Monatyk si è diplomato in giurisprudenza alla Mižrehional'na akademija upravlinnja personalom di Kiev. Nel 2008 ha partecipato a Fabryka zirok, la versione ucraina di Star Academy, senza conseguire risultati particolari; per poi iniziare a lavorare come autore di brani per altri artisti, tra i quali Dima Bilan e Loboda. Grazie a ciò ha conseguito una nomination per lo YUNA al miglior compositore nel 2014.
Il suo secondo album in studio Zvučit, presentato nel maggio 2016, contiene i successi radiofonici Sejčas, Vychodnoj e Kružit, quest'ultimo vincitore di un Rossijskaja nacional'naja muzykal'naja premija Viktorija. La popolarità del disco si è convertita nella vittoria di due YUNA e in una nomination nell'ambito del Premija RU.TV.
Il 9 maggio 2017, in occasione della prima semifinale dell'Eurovision Song Contest, si è esibito eseguendo una versione in inglese di Kružit. Due anni dopo è stato pubblicato il terzo album Love It Ritm, promosso da una tournée europea in più di 30 città.

## Discografia

### Album in studio
- 2013 – S.S.D.
- 2016 – Zvučit
- 2019 – Love It Ritm
- 2022 – Art oborona

### Album dal vivo
- 2019 – Love It Ritm Olimpiyskiy
- 2024 – Art oborona. Palac Ukraïna

### EP
- 2019 – Mrijaty ne škidlyvo
- 2024 – Repaired

### Singoli
- 2013 – Ulybajas'
- 2014 – Može vže dosit'
- 2014 – V lučšem svete
- 2015 – Eščë odin
- 2015 – Sejčas
- 2015 – Vychodnoj
- 2016 – Kružit/Spinning
- 2016 – Večnost'
- 2017 – Uvliuvt
- 2017 – Vitamin D
- 2017 – To, ot čego bez uma/Te, vid čoho bez tjamy
- 2018 – Gluboko (con Nadija Dorofjejeva)
- 2018 – Zašivaet dušu
- 2018 – Vsë, čto mne nužno
- 2019 – Každyj raz/Kožnyj raz
- 2020 – Sil'no
- 2020 – VečerINočka (con Vera Brežneva)
- 2020 – RitmoLove (con Lida Lee e Nino Basilaja)
- 2021 – Resnicy bezopasnosti
- 2021 – Zažigat'/JoMo
- 2022 – Art oborona
- 2022 – Dyvna nič
- 2022 – In' Jan (con Roxolana)
- 2023 – Syla
- 2023 – Vse moje žyttja
- 2023 – Ljudy... Kameni...
- 2023 – Napravljaj mene
- 2023 – Pro Čarivnu
- 2024 – Vično tancjujuča ljudyna
- 2024 – A ščo?
- 2024 – Ne myne
- 2024 – Nazavždy
- 2024 – Klyču (con Jamala)
- 2025 – Tak vmiješ lyš ty
- 2025 – Vymolyv (con Jerry Heil e Jevhen Chmara)
- 2025 – I.D. (con Otoy)
- 2025 – SweetLove
- 2025 – Pro tebe (con i Kazka)